# Oscar 2018
A 90.ª cerimônia do Oscar ou Oscar 2018 (no original: 90th Academy Awards), apresentada pela Academia de Artes e Ciências Cinematográficas (AMPAS), homenageou os melhores filmes, atores e técnicos de 2017. A cerimônia, marcada para 4 de março de 2018, aconteceu no Teatro Dolby, em Los Angeles, às 17h no horário local. Durante a cerimônia, foram distribuídos os prêmios da Academia em vinte e quatro categorias, e a transmissão ao vivo foi realizada pela rede televisiva estadunidense American Broadcasting Company (ABC), com produção de Michael De Luca e Jennifer Todd e direção de Glenn Weiss. O comediante Jimmy Kimmel foi o anfitrião do evento pelo segundo ano consecutivo.
Em eventos relacionados, a Academia realizou a nona edição do Governors Awards no Grand Ballroom da Hollywood and Highland Center em 11 de novembro de 2017, quando foram entregues os prêmios honorários. Em 10 de fevereiro de 2018, em uma cerimônia no Beverly Wilshire Hotel, em Beverly Hills, o Oscar Científico ou Técnico foi apresentado pelo ator Patrick Stewart.
The Shape of Water foi o mais premiado da noite, com quatro prêmios, incluindo melhor filme e melhor diretor para Guillermo del Toro. Dunkirk foi condecorado em três categorias técnicas; Blade Runner 2049, Coco, Darkest Hour e Three Billboards Outside Ebbing, Missouri também se destacaram com duas estatuetas. I, Tonya, Get Out, Call Me by Your Name, Una mujer fantástica, Phantom Thread, Icarus, Heaven Is a Traffic Jam on the 405, The Silent Child e Dear Basketball completaram a lista das obras cinematográficas premiadas na edição.

## Cronograma
| Data                    | Evento                                        |
| ----------------------- | --------------------------------------------- |
| 11 de novembro de 2017  | Entrega dos "Governors Awards"                |
| 5 de janeiro de 2018    | Início da votação para definir os indicados   |
| 12 de janeiro de 2018   | Término da votação para definir os indicados  |
| 23 de janeiro de 2018   | Anúncio dos indicados ao Oscar                |
| 5 de fevereiro de 2018  | Almoço oficial dos indicados                  |
| 10 de fevereiro de 2018 | Entrega do "Scientific and Technical Awards"  |
| 20 de fevereiro de 2018 | Início da votação para definir os ganhadores  |
| 27 de fevereiro de 2018 | Término da votação para definir os ganhadores |
| 4 de março de 2018      | Cerimônia do Oscar 2018                       |

## Indicados
Os indicados ao Oscar 2018 foram anunciados em 23 de janeiro de 2018, às 5h22min no horário local, no Samuel Goldwyn Theater em Beverly Hills, por Andy Serkis e Tiffany Haddish. O filme The Shape of Water se sobrepôs com treze nomeações; Dunkirk, em seguida, com oito e Three Billboards Outside Ebbing, Missouri com sete.
Os vencedores foram anunciados durante a cerimônia de premiação em 4 de março de 2018, ao contrário das edições anteriores ocorridas em fevereiro, em razão da exibição dos Jogos Olímpicos de Inverno de 2018 de Pyeongchang.

### Prêmios
| Melhor Filme The Shape of Water – Guillermo del Toro e J. Miles Dale - Call Me by Your Name – Peter Spears, Luca Guadagnino, Emilie Georges e Marco Morabito - Darkest Hour – Tim Bevan, Eric Fellner, Lisa Bruce, Anthony McCarten e Douglas Urbanski - Dunkirk – Emma Thomas e Christopher Nolan - Get Out – Sean McKittrick, Jason Blum, Edward H. Hamm Jr. e Jordan Peele - Lady Bird – Scott Rudin, Eli Bush e Evelyn O’Neill - Phantom Thread – JoAnne Sellar, Paul Thomas Anderson, Megan Ellison e Daniel Lupi - The Post – Amy Pascal, Steven Spielberg e Kristie Macosko Krieger - Three Billboards Outside Ebbing, Missouri – Graham Broadbent, Peter Czernin e Martin McDonagh | Melhor Diretor/Realizador Guillermo del Toro – The Shape of Water - Christopher Nolan – Dunkirk - Greta Gerwig – Lady Bird - Jordan Peele – Get Out - Paul Thomas Anderson – Phantom Thread |
| Melhor Ator/Actor (Principal) Gary Oldman – Darkest Hour como Winston Churchill - Daniel Day-Lewis – Phantom Thread como Reynolds Woodcock - Daniel Kaluuya – Get Out como Chris Washington - Denzel Washington – Roman J. Israel, Esq. como Roman J. Israel - Timothée Chalamet – Call Me by Your Name como Elio Perlman | Melhor Atriz/Actriz (Principal) Frances McDormand – Three Billboards Outside Ebbing, Missouri como Mildred Hayes - Margot Robbie – I, Tonya como Tonya Harding - Meryl Streep – The Post como Katharine Graham - Sally Hawkins – The Shape of Water como Elisa Esposito - Saoirse Ronan – Lady Bird como Christine "Lady Bird" McPherson |
| Melhor Ator/Actor Coadjuvante/Secundário Sam Rockwell – Three Billboards Outside Ebbing, Missouri como Jason Dixon - Richard Jenkins – The Shape of Water como Giles - Christopher Plummer – All the Money in the World como Jean Paul Getty - Willem Dafoe – The Florida Project como Bobby Hicks - Woody Harrelson – Three Billboards Outside Ebbing, Missouri como Bill Willoughby | Melhor Atriz/Actriz Coadjuvante/Secundária Allison Janney – I, Tonya como LaVona Fay Golden - Laurie Metcalf – Lady Bird como Marion McPherson - Lesley Manville – Phantom Thread como Cyril Woodcock - Mary J. Blige – Mudbound como Florence Jackson - Octavia Spencer – The Shape of Water como Zelda Fuller |
| Melhor Roteiro/Argumento - Original Get Out – Jordan Peele - Lady Bird – Greta Gerwig - The Big Sick – Emily V. Gordon e Kumail Nanjiani - The Shape of Water – Guillermo del Toro e Vanessa Taylor - Three Billboards Outside Ebbing, Missouri – Martin McDonagh | Melhor Roteiro/Argumento - Adaptado Call Me by Your Name – James Ivory por Call Me by Your Name de André Aciman - Logan – Scott Frank, M. Green e James Mangold por X-Men e X-Men de Mangold - Molly's Game – Aaron Sorkin por Molly's Game de Molly Bloom - Mudbound – Dee Rees e Virgil Williams por Mudbound de Hillary Jordan - The Disaster Artist – Scott Neustadter e Michael H. Weber por The Disaster Artist de Greg Sestero e Tom Bissell                          |
| Melhor Filme de Animação Coco – Lee Unkrich e Darla K. Anderson - Ferdinand – Carlos Saldanha - Loving Vincent – Dorota Kobiela, Hugh Welchman e Ivan Mactaggart - The Boss Baby – Tom McGrath e Ramsey Ann Naito - The Breadwinner – Nora Twomey e Anthony Leo | Melhor Filme Estrangeiro Una mujer fantástica ( Chile) – Sebastián Lelio - L'insulte ( Líbano) – Ziad Doueiri - Nelyubov ( Rússia) – Andrey Zvyagintsev - Rutan ( Suécia) – Ruben Östlund - Testről és lélekről ( Hungria) – Ildikó Enyedi |
| Melhor Documentário em Longa-metragem Icarus – Bryan Fogel e Dan Cogan - Abacus: Small Enough to Jail – Steve James, Mark Mitten e Julie Goldman - De sidste mænd i Aleppo – Feras Fayyad, Kareem Abeed e Søren Steen Jespersen‎ - Strong Island – Yance Ford e Joslyn Barnes - Visages, villages – Agnès Varda, JR e Rosalie Varda | Melhor Documentário em Curta-metragem Heaven Is a Traffic Jam on the 405 – Frank Stiefel - Edith+Eddie – Laura Checkoway e Thomas Lee Wright - Heroin(e) – Elaine McMillion Sheldon‎ e Kerrin Sheldon - Knife Skills – Thomas Lennon - Traffic Stop – Kate Davis e David Heilbroner |
| Melhor Curta-metragem The Silent Child – Chris Overton e Rachel Shenton - DeKalb Elementary – Reed van Dyk - My Nephew Emmett – Kevin Wilson, Jr. - The Eleven O’Clock – Derin Seale e Josh Lawson - Watu Wote – Katja Benrath e Tobias Rosen | Melhor Animação em Curta-metragem Dear Basketball – Glen Keane e Kobe Bryant - Garden Party – Gabriel Grapperon e Victor Caire - Lou – Dave Mullins e Dana Murray - Negative Space – Ru Kuwahata e Max Porter - Revolting Rhymes – Jan Lachauer e Jakob Schuh |
| Melhor Trilha Sonora/Banda Sonora The Shape of Water – Alexandre Desplat - Dunkirk – Hans Zimmer - Phantom Thread – Jonny Greenwood - Star Wars: The Last Jedi – John Williams - Three Billboards Outside Ebbing, Missouri – Carter Burwell | Melhor Canção Original "Remember Me" por Coco – Kristen Anderson-Lopez e Robert Lopez - "Mighty River" por Mudbound – Raphael Saadiq, Mary J. Blige e Taura Stinson - "Mystery of Love" por Call Me by Your Name – Sufjan Stevens - "Stand Up for Something" por Marshall – Diane Warren e Lonnie R. Lynn - "This Is Me" por The Greatest Showman – Benj Pasek e Justin Paul                                                                                                 |
| Melhor Edição de Som Dunkirk – Richard King e Alex Gibson - Baby Driver – Julian Slater - Blade Runner 2049 – Mark Mangini e Theo Green - Star Wars: The Last Jedi – Matthew Wood e Ren Klyce - The Shape of Water – Nathan Robitaille e Nelson Ferreira | Melhor Mixagem/Mistura de Som Dunkirk – Mark Weingarten, Gregg Landaker e Gary Rizzo - Baby Driver – Julian Slater, Tim Cavagin e Mary H. Ellis - Blade Runner 2049 – Ron Bartlett, Doug Hemphill e Mac Ruth - Star Wars: The Last Jedi – David Parker, M. Semanick, Ren Klyce e Stuart Wilson - The Shape of Water – Christian Cooke, Brad Zoern e Glen Gauthier |
| Melhor Direção de Arte The Shape of Water – Paul Denham Austerberry, Shane Vieau e Jeff Melvin - Beauty and the Beast – Sarah Greenwood e Katie Spencer - Blade Runner 2049 – Dennis Gassner e Alessandra Querzola - Darkest Hour – Sarah Greenwood e Katie Spencer - Dunkirk – Nathan Crowley e Gary Fettis | Melhor Cinematografia/Fotografia Blade Runner 2049 – Roger Deakins - Darkest Hour – Bruno Delbonnel - Dunkirk – Hoyte van Hoytema - Mudbound – Rachel Morrison - The Shape of Water – Dan Laustsen |
| Melhor Maquiagem e Penteados Darkest Hour – David Malinowski, Lucy Sibbick e Kazuhiro Tsuji - Victoria & Abdul – Daniel Phillips e Lou Sheppard - Wonder – Arjen Tuiten | Melhor Figurino/Guarda-Roupa Phantom Thread – Mark Bridges - Beauty and the Beast – Jacqueline Durran - Darkest Hour – Jacqueline Durran - The Shape of Water – Luís Sequeira - Victoria & Abdul – Consolata Boyle |
| Melhor Edição/Montagem Dunkirk – Lee Smith - Baby Driver – Paul Machliss e Jonathan Amos - I, Tonya – Tatiana S. Riegel - The Shape of Water – Sidney Wolinsky - Three Billboards Outside Ebbing, Missouri – Jon Gregory | Melhores Efeitos Visuais Blade Runner 2049 – Gerd Nefzer, John Nelson, Paul Lambert e Richard Hoover - Guardians of the Galaxy Vol. 2 – Christopher Townsend, Guy Williams, Jonathan Fawkner e Dan Sudick - Kong: Skull Island – Stephen Rosenbaum, Jeff White, Scott Benza e Mike Meinardus - Star Wars: The Last Jedi – Mike Mulholland, Chris Corbould, Ben Morris e Neal Scanlan - War for the Planet of the Apes – Daniel Barrett, Dan Lemmon, Joe Letteri e Joel Whist |

### Prêmios honorários
- Agnès Varda — cineasta, produtora, roteirista e editora francesa;[5]
- Charles Burnett — cineasta, produtor, roteirista, editor e diretor de fotografia estadunidense;[6]
- Donald Sutherland — ator canadense;[7]
- Owen Roizman — diretor de fotografia estadunidense.[8]

### Prêmio de realização especial
- Alejandro González Iñárritu — pelo projeto de realidade virtual Carne y arena.[9][10]

### Filmes com mais indicações
| Nomeações | Filme                                     |
| --------- | ----------------------------------------- |
| 13        | The Shape of Water                        |
| 8         | Dunkirk                                   |
| 7         | Three Billboards Outside Ebbing, Missouri |
| 6         | Darkest Hour                              |
| 6         | Phantom Thread                            |
| 5         | Blade Runner 2049                         |
| 5         | Lady Bird                                 |
| 4         | Call Me by Your Name                      |
| 4         | Get Out                                   |
| 4         | Star Wars: The Last Jedi                  |
| 4         | Mudbound                                  |
| 3         | Baby Driver                               |
| 3         | I, Tonya                                  |
| 2         | Coco                                      |
| 2         | The Post                                  |
| 2         | Victoria & Abdul                          |
| 2         | Beauty and the Beast                      |

| Prêmios | Filme                                     |
| ------- | ----------------------------------------- |
| 4       | The Shape of Water                        |
| 3       | Dunkirk                                   |
| 2       | Three Billboards Outside Ebbing, Missouri |
| 2       | Blade Runner 2049                         |
| 2       | Darkest Hour                              |
| 2       | Coco                                      |

## Apresentadores e performances
As seguintes personalidades apresentaram categorias ou realizaram números individuais:

### Apresentadores
| Nome(s)                                   | Função                                                                                    |
| ----------------------------------------- | ----------------------------------------------------------------------------------------- |
| Viola Davis                               | Apresentou a categoria de melhor ator coadjuvante                                         |
| Gal Gadot Armie Hammer                    | Apresentaram a categoria de melhor maquiagem e penteados                                  |
| Eva Marie Saint                           | Apresentou a categoria de melhor figurino                                                 |
| Laura Dern Greta Gerwig                   | Apresentaram a categoria de melhor documentário de longa-metragem                         |
| Taraji P. Henson                          | Anunciou a performance de "Mighty River"                                                  |
| Ansel Elgort Eiza González                | Apresentaram a categoria de melhor edição de som e melhor mixagem de som                  |
| Kumail Nanjiani Lupita Nyong'o            | Apresentaram a categoria de melhor direção de arte                                        |
| Eugenio Derbez                            | Anunciou a performance de "Remember Me"                                                   |
| Rita Moreno                               | Apresentou a categoria de melhor filme estrangeiro                                        |
| Mahershala Ali                            | Apresentou a categoria de melhor atriz coadjuvante                                        |
| Mark Hamill Oscar Isaac Kelly Marie Tran  | Apresentaram a categoria de melhor curta-metragem de animação e melhor filme de animação  |
| Daniela Vega                              | Anunciou a performance de "Mystery of Love"                                               |
| Tom Holland Gina Rodriguez                | Apresentou a categoria de melhores efeitos visuais                                        |
| Matthew McConaughey                       | Apresentou a categoria de melhor edição                                                   |
| Tiffany Haddish Maya Rudolph              | Apresentaram a categoria de melhor documentário de curta-metragem e melhor curta-metragem |
| Dave Chappelle                            | Anunciou a performance de "Stand Up for Something"                                        |
| Salma Hayek Ashley Judd Annabella Sciorra | Apresentação especial do movimento Time's Up                                              |
| Chadwick Boseman Margot Robbie            | Apresentaram a categoria de melhor roteiro adaptado                                       |
| Nicole Kidman                             | Apresentou a categoria de melhor roteiro original                                         |
| Wes Studi                                 | Apresentação especial em homenagem aos filmes de guerra                                   |
| Sandra Bullock                            | Apresentou a categoria de melhor fotografia                                               |
| Zendaya                                   | Anunciou a performance de "This Is Me"                                                    |
| Christopher Walken                        | Apresentou a categoria de melhor trilha sonora                                            |
| Emily Blunt Lin-Manuel Miranda            | Apresentaram a categoria de melhor canção original                                        |
| Jennifer Garner                           | Apresentou o tributo In Memoriam                                                          |
| Emma Stone                                | Apresentou a categoria de melhor diretor                                                  |
| Jane Fonda Helen Mirren                   | Apresentaram a categoria de melhor ator                                                   |
| Jodie Foster Jennifer Lawrence            | Apresentaram a categoria de melhor atriz                                                  |
| Warren Beatty Faye Dunaway                | Apresentaram a categoria de melhor filme                                                  |

### Performances
| Nome                                         | Função          | Performance                               |
| -------------------------------------------- | --------------- | ----------------------------------------- |
| Harold Wheeler                               | Arranjo musical | Orquestra                                 |
| Mary J. Blige                                | Performance     | "Mighty River" de Mudbound                |
| Sufjan Stevens                               | Performance     | "Mystery of Love" de Call Me by Your Name |
| Gael García Bernal Miguel Natalia Lafourcade | Performance     | "Remember Me" de Coco                     |
| Andra Day Common                             | Performance     | "Stand Up for Something" de Marshall      |
| Keala Settle                                 | Performance     | "This Is Me" de The Greatest Showman      |

## Cerimônia

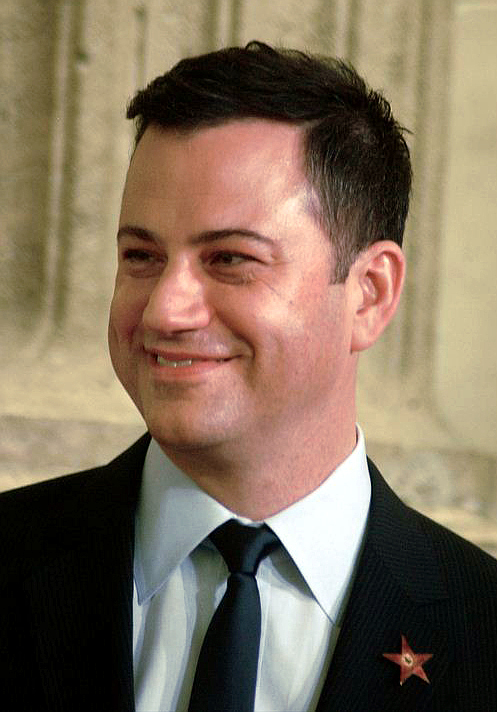
Jimmy Kimmel foi o anfitrião do Oscar 2018.

Apesar de críticas mistas acerca da cerimônia anterior, a Academia recontratou Michael De Luca e Jennifer Todd para a produção do evento pelo segundo ano consecutivo. Em maio de 2017, também foi anunciado outro fato semelhante à apresentação daquele ano — a apresentação de Jimmy Kimmel. Kimmel expressou que estava muito emocionado em comandar a noite de gala por mais um ano: "hostear a premiação foi um grande destaque na minha carreira e agradeço a Cheryl [Boone Isaacs], Dawn [Hudson] e à Academia por me convidar novamente a trabalhar com De Luca e Todd. Se pensam que detonamos com o final da cerimônia deste ano, [2017], esperem até ver nosso plano para a nonagésima edição!" O anfitrião, dessa maneira, promoveu uma intensa campanha com inúmeros comerciais e entrevistas em seu talk show, Jimmy Kimmel Live!.
Em 4 de dezembro de 2017, foi divulgado que o pré-show e o discurso de abertura foram programados para trinta minutos antes do horário das transmissões anteriores. Na primeira metade do anúncio dos indicados, em 23 de janeiro de 2018, as apresentações das categorias foram pré-gravadas pelas atrizes Priyanka Chopra, Rosario Dawson, Gal Gadot, Salma Hayek, Michelle Rodriguez, Zoe Saldana, Molly Shannon, Rebel Wilson e Michelle Yeoh.
Conforme a tradição da premiação, o vencedor da categoria de melhor ator do ano anterior geralmente apresenta o Oscar de melhor atriz; nessa ocasião, no entanto, Casey Affleck decidiu não apresentar em razão de alegações de assédio sexual. Em seu lugar, Jodie Foster e Jennifer Lawrence assumiram a responsabilidade da categoria. O prêmio de melhor ator também foi apresentado por uma dupla feminina, ao contrário de Emma Stone. Warren Beatty e Faye Dunaway foram escolhidos para anunciar o Oscar de melhor filme, como uma forma de retratação pela gafe da cerimônia anterior.

### Bilheteria dos filmes indicados
| Filme                                     | Pré-indicação (antes Jan. 23) | Pós-indicação (Jan. 23 – Mar. 4) | Pós-premiação (após Mar. 5) | Total          |
| ----------------------------------------- | ----------------------------- | -------------------------------- | --------------------------- | -------------- |
| Dunkirk                                   | $188 milhões                  | –                                | –                           | $188 milhões   |
| Get Out                                   | $175.7 milhões                | $353,795                         | –                           | $176 milhões   |
| The Post                                  | $45.8 milhões                 | $33.1 milhões                    | –                           | $78.3 milhões  |
| The Shape of Water                        | $30.4 milhões                 | $24.9 milhões                    | –                           | $55.3 milhões  |
| Darkest Hour                              | $41.1 milhões                 | $13.4 milhões                    | –                           | $54.3 milhões  |
| Three Billboards Outside Ebbing, Missouri | $32.3 milhões                 | $17.9 milhões                    | –                           | $50.1 milhões  |
| Lady Bird                                 | $39.2 milhões                 | $8.1 milhões                     | –                           | $47.3 milhões  |
| Phantom Thread                            | $6.4 milhões                  | $12.4 milhões                    | –                           | $18.7 milhões  |
| Call Me by Your Name                      | $9.4 milhões                  | $6.4 milhões                     | –                           | $16.8 milhões  |
| Total                                     | $568.2 milhões                | $116.5 milhões                   | –                           | $684.7 milhões |
| Média                                     | $63.1 milhões                 | $12.9 milhões                    | –                           | $76.1 milhões  |

No dia do anúncio dos filmes indicados, em 23 de janeiro de 2018, o valor bruto somado pelas nove obras na categoria principal era, no território norte-americano, de US$ 568.2 milhões, média de US$ 63.1 milhões por filme. Dunkirk assegurou a maior bilheteria entre os aparentes no Oscar 2018, totalizando US$ 188 milhões em recibos de mercado doméstico. Em seguida, aparecem Get Out (US$175.6 milhões), The Post (US$45.7 milhões), Darkest Hour (US$41 milhões), Lady Bird (US$39.1 milhões), Three Billboards Outside Ebbing, Missouri (US$32.2 milhões), The Shape of Water (US$30.4 milhões), Call Me by Your Name (US$9.1 milhões) e, finalmente, Phantom Thread (US$6.3 milhões).
Dos cinquenta filmes mais lucrativos do ano de 2017, quinze obras indicadas à cerimônia aparecem na lista: Star Wars: The Last Jedi (1.º); Beauty and the Beast (2.º); Guardians of the Galaxy Vol. 2 (8.º); Coco (12.º); Logan (15.º); Get Out (16.º); Kong: Skull Island (17.º); Dunkirk (18.º); The Boss Baby (19.º); War for the Planet of the Apes (20.º); The Greatest Showman (29.º); Wonder (33.º); Ferdinand (35.º); Blade Runner 2049 (36.º) e Baby Driver (41.º).

### Avaliação em retrospecto e audiência
A edição de 2018 recebeu avaliações diversas pela crítica televisiva e cinematográfica. O ponto de principal análise foi a apresentação moderada e contida de Jimmy Kimmel. Hank Stuever, jornalista do The Washington Post, comentou que "em seu segundo ano, Kimmel mostrou que a transmissão não precisa ser nada além de nítida e segura, com um ritmo divertido [...] nós, [telespectadores], não temos a pretensão de marcar a história da indústria do entretenimento, apenas queremos assistir a mais uma noite do Oscar". David Edelstein, chefe do departamento crítico do New York Magazine, opinou: "essa foi a melhor, mais inspiradora e mais simpática transmissão das cerimônias que assisti; mas, por outro lado, também foi — no quesito premiação —, uma das mais decepcionantes". Richard Lawson, da Vanity Fair, ressaltou que "como anfitrião, Kimmel atingiu um tom cuidadoso e meticulosamente calculado... a noite de domingo fez um trabalho admirável de reconhecer toda a turbulência política que a cercava". O crítico Brian Lowry, da CNN, disse que "o Oscar é uma grande confusão, que tenta desordenadamente congratular os verdadeiros merecedores; no entanto, se a intenção era, em última instância, não ignorar o mundo exterior e servir à sociedade, Kimmy e a Academia se saíram muito bem".
Outras personalidades, por outro lado, avaliaram negativamente a cerimônia. O crítico de televisão Maureen Ryan, da revista Variety, comentou: "considerando o show como um todo, senti uma vibração mais ou menos baixa. Normalmente, após duas horas da transmissão já se percebe o efeito entorpecente, mas apesar dos esforços do anfitrião Kimmel, essa edição foi lânguida, sem energia". James Poniewozik, do The New York Times, "apesar da recente revolta em Hollywood, a cerimônia em geral se concentrou na celebração cinematográfica". O colunista Kristi Turnquist, do The Oregonian, comentou: "foi absolutamente respeitoso, um tipo de cerimônia formal e maçante".
Pelo Nielsen Ratings, a transmissão da ABC contabilizou 26,5 milhões de telespectadores nos Estados Unidos, 19% menor que a cerimônia anterior, sendo a edição de 2018 a de menor audiência da história do Oscar.

## In Memoriam
O tributo anual In Memoriam, em homenagem aos artistas falecidos no ano anterior, foi exibido com a execução de Eddie Vedder da canção "Echo", composta por Tom Petty.
- John G. Avildsen
- Toni Ann Walker
- June Foray
- Walter Lassally
- Chuck Berry
- Robert Osborne
- Jill Messick
- Harry Dean Stanton
- Terence Marsh
- Rita Riggs
- Mary Goldberg
- Anthony Harvey
- Thérèse DePrez
- Debra Chasnoff
- Jóhann Jóhannsson
- Jonathan Demme
- Michael Ballhaus
- Les Lazarowitz
- Idrissa Ouédraogo
- Joe Hyams
- John Heard
- Martin Landau
- Glenne Headly
- Eric Zumbrunnen
- Roger Moore
- Sam Shepard
- Allison Shearmur
- John Mollo
- Jeanne Moreau
- Loren Janes
- George A. Romero
- Rance Howard
- Sridevi
- Haruo Nakajima
- Martin Ransohoff
- Hiep Thi Le
- Ron Berkeley
- Joseph Bologna
- Fred J. Koenekamp
- Murray Lerner
- Don Rickles
- Seijun Suzuki
- Bernie Casey
- Shashi Kapoor
- Tom Sanders
- Danielle Darrieux
- Jerry Greenberg
- Brad Grey
- Míriam Colón
- Luis Bacalov
- Jerry Lewis